# Tórsvøllur
Tórsvøllur (littéralement le "Terrain de Thor") est un stade de football féroïen situé à Tórshavn proche du stade Gundadalur.
Construit entre 1999 et 2000, en rénovation jusqu'en 2021. Ce stade de 5 063 places accueille les matchs à domicile de l’équipe des îles Féroé de football ainsi que des équipes féminines et jeunes. De plus, il accueille la finale de la Løgmanssteypið (coupe des Îles Féroé). Il est le premier stade des Îles Féroé devant le stade Svangaskarð de Toftir.

## Histoire du stade

### Construction du stade
Depuis le début des années 1990, seul le stade Svangaskarð situé à Toftir pouvait accueillir les matchs de l'équipe nationale féroïenne, la Landsliðið, ainsi que les matchs européens des clubs féroïens. Dans la capitale féroïenne Tórshavn, seul existait le stade Gundadalur qui n'était pas aux normes de l'UEFA et de la FIFA. Le site sélectionné est situé à 100 mètres du stade Gundadalur, dans la zone sportive de Tórshavn. Au début de l'année 1999, la construction du nouveau stade de Tórshavn commence et celle-ci se termine au milieu de l'année 1999. 

### Inauguration et premières années

#### Inauguration du stade
Le 9 juillet 1999, le nouveau stade de Tórshavn est inauguré lors de la rencontre Îles Féroé - Aalborg BK, pour le compte d'un match amical. Un mois plus tard, le 18 août 1999, il accueille son premier match international entre l'équipe locale et l'Islande, le match amical est joué devant 3 511 spectateurs. Le nouveau stade porte le nom de Tórsvøllur (Terrain de Thor en français). A son inauguration, le stade comporte trois tribunes toutes non-couvertes, deux tribunes principales, la tribune tubulaire « Est » et la tribune « Ouest », en béton, ainsi qu'une seconde tribune tubulaire, la tribune « Sud ». La capacité du stade est de 6 040 places assises même si certaines sources indiquent que la capacité est plutôt de 7 000 places. 

#### Alternance des deux stades et record d'affluence
Le premier match qualificatif que le nouveau stade accueille, est, un match opposant les Îles Féroé et l'Estonie. Dès lors, jusqu'aux qualifications à la Coupe du Monde 2014, le stade n'accueille pas la totalité des matchs de l'équipe nationale, l'autre partie des matchs étaient joués au stade Svangaskarð de Toftir. Le 16 août 2000, la rencontre opposant les Îles Féroé et le Danemark, les Îles Féroé étant une région autonome du Danemark, se joue devant 6 478 spectateurs, record d'affluence du stade. En 2007, le stade accueille 5 987 spectateurs lors d'un match pour les qualifications à l'Euro 2008, contre l'Italie, championne du monde l'année précédente. Il s'agit du record d'affluence actuel du stade pour un match qualificatif. 

### Rénovation du stade

#### Construction d'un bâtiment-tribune, installation de projecteurs
A la fin de la décennie, un plan est prévu pour rénover un stade, en effet, celui-ci est construit provisoirement pour accueillir les matchs dans la capitale féroïenne. Deux des trois tribunes qui composent le stade sont des tribunes tubulaires et aucune n'est couverte, problématique, quand on sait qu'à Tórshavn, il pleut en moyenne 270 jours chaque année. Le projet est confié au cabinet d'architecte MAP Arkitektar qui imagine un stade comportant 4 tribunes couvertes, contre 3 non-couvertes à ce moment-là. 
Dès lors, au début de l'année 2009, la rénovation du stade commence par la construction d'une première tribune, en l'occurrence la tribune « Nord ». Cette tribune « Nord » comportera un bâtiment à deux étages et des gradins au-dessus. Celle-ci sera située derrière l'un des buts, dans l'espace qui était le seul à ne pas comporter de tribune. Après une année de construction, la construction de la première tribune se termine au début de l'année 2010. À l'origine, les gradins devaient être couverts mais finalement ceux-ci ne sont pas couverts, de plus ces gradins ne sont équipés d'aucun siège. 

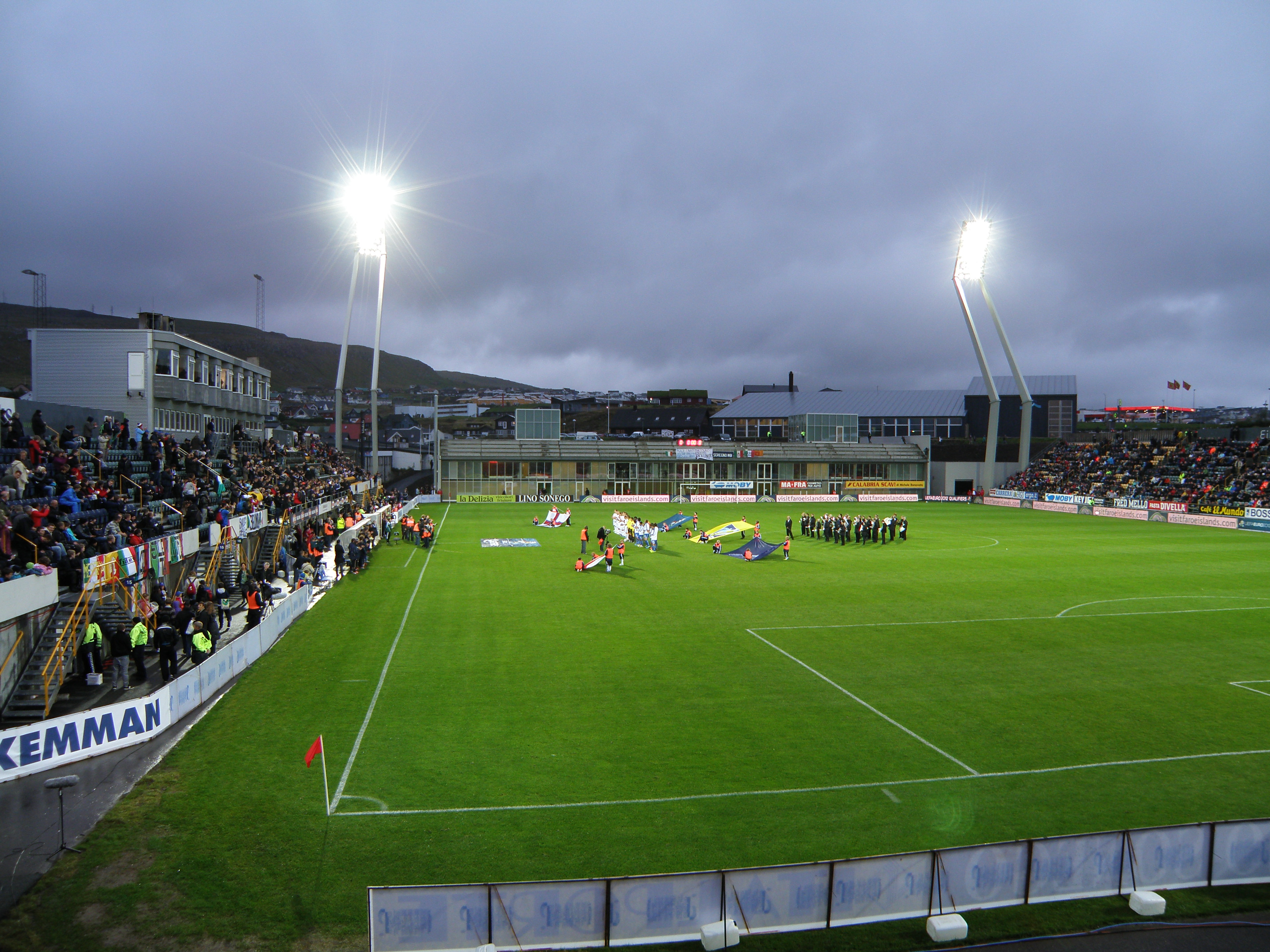
Le stade lors de Féroé - Italie.

L'année suivante, en août 2011, quatre pylônes comportant chacun 40 projecteurs sont installés aux quatre coins du terrain, ceux-ci vont accueillir le premier éclairage du stade, en effet jusqu'à présent, le stade ne possédait pas d'éclairage. Ce nouvel éclairage est inauguré lors de la rencontre Îles Féroé - Italie le 2 septembre 2011. Afin d'améliorer les conditions de jeu, une pelouse synthétique est installée pour remplacer l'ancienne pelouse naturelle, souvent en mauvais état à cause des conditions climatiques non propice. Jusqu'à présent, l'UEFA et la FIFA exigeait que les pelouses soient naturelles mais finalement, les pelouses synthétiques furent autorisées au début des années 2010, ce qui poussa au remplacement de cette pelouse naturelle par une pelouse synthétique. Elle est inaugurée lors de la rencontre Îles Féroé - Suède, le 12 octobre 2012.

#### Reconstruction de la tribune«Sud»et rénovation de la tribune«Est»
Après deux années de travaux, la construction d'une nouvelle tribune « Sud » commence, celle-ci doit comporter deux niveaux ainsi qu'un intérieur comportant des locaux. Tout d'abord, en 2011, l'ancienne tribune « Sud », tribune tubulaire, situé derrière l'un des buts, est démontée. Dès lors la construction de cette nouvelle tribune commence, les locaux sont d'abord construits puis les gradins sont construits et enfin le toit transparent de la tribune, les 898 sièges blancs sont installés et les locaux sont aménagés sur cette dernière. 

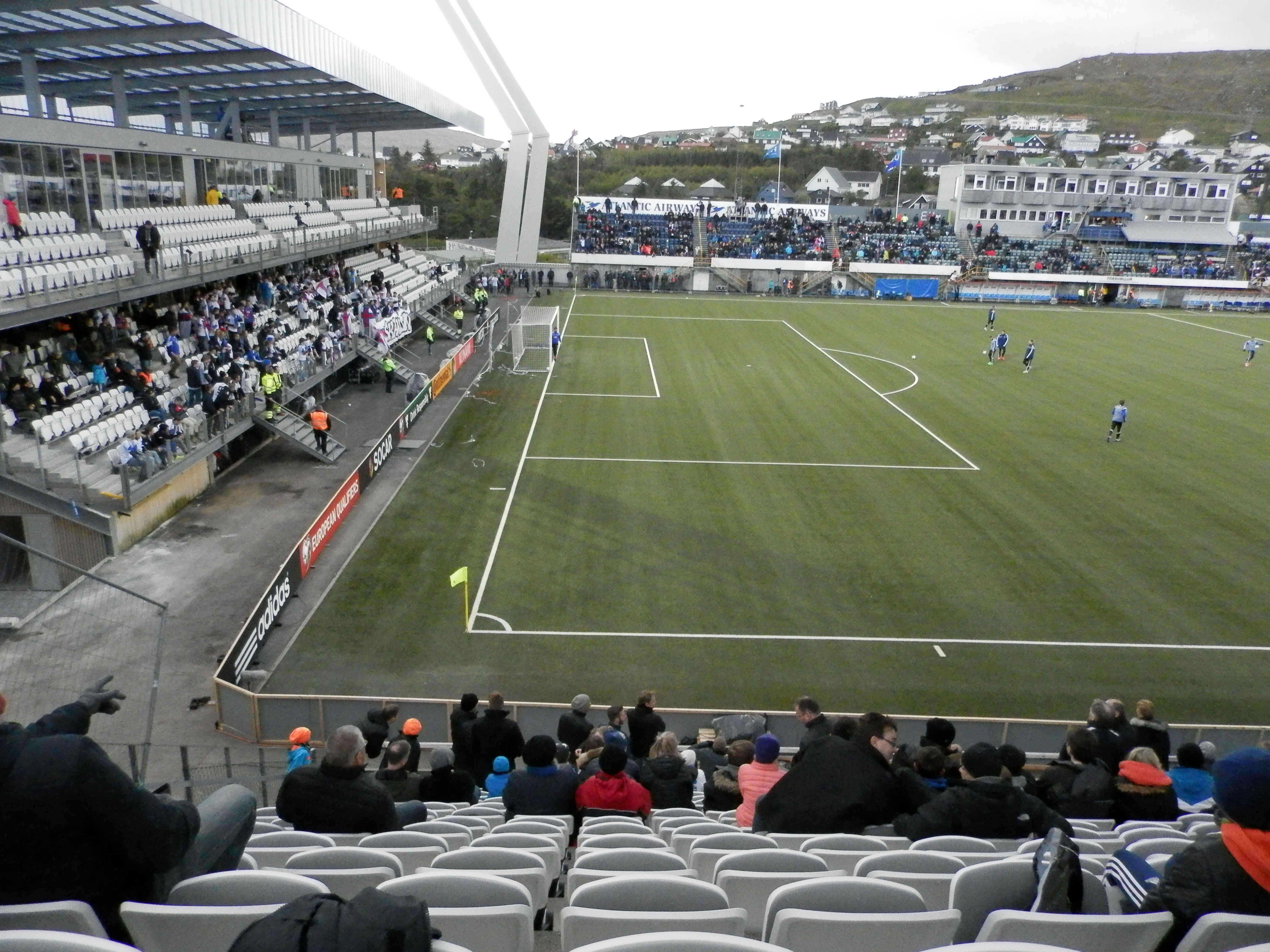
Le stade lors de Îles Féroé - Grèce.

 En 2014, alors que la construction de la nouvelle tribune « Sud » touche bientôt à sa fin, la rénovation de la tribune « Est » commence. En effet il s'agit de la seule tribune qui n'est pas reconstruite mais rénovée. L'entièreté des sièges de la tribune de diverses couleurs sont retirés et remplacés par 2 499 sièges blancs tout comme sur la tribune « Sud ». L'arrière de celle-ci est réaménagé afin d'améliorer l'accès au stade. Puis, un toit transparent identique au toit de la tribune « Sud » est installé sur celle-ci et enfin les nouvelles tribunes « Sud » et « Est » sont reliés par la création d'un passage entre les deux tribunes et le raccordement des deux nouveaux toits transparents. Cela permet de fermer le stade jusqu'à présent ouvert dans les coins. L'ensemble de ses nouveaux travaux sont inaugurés le 13 juin 2015 lors de la rencontre Îles Féroé - Grèce, remportée par les féroïens, sur le score de deux buts à un. A ce moment-là, bien que les travaux soient inaugurés, la jonction entre les tribunes « Sud » et « Est » n'étaient pas encore terminée.

#### Reconstruction de la tribune«Ouest»

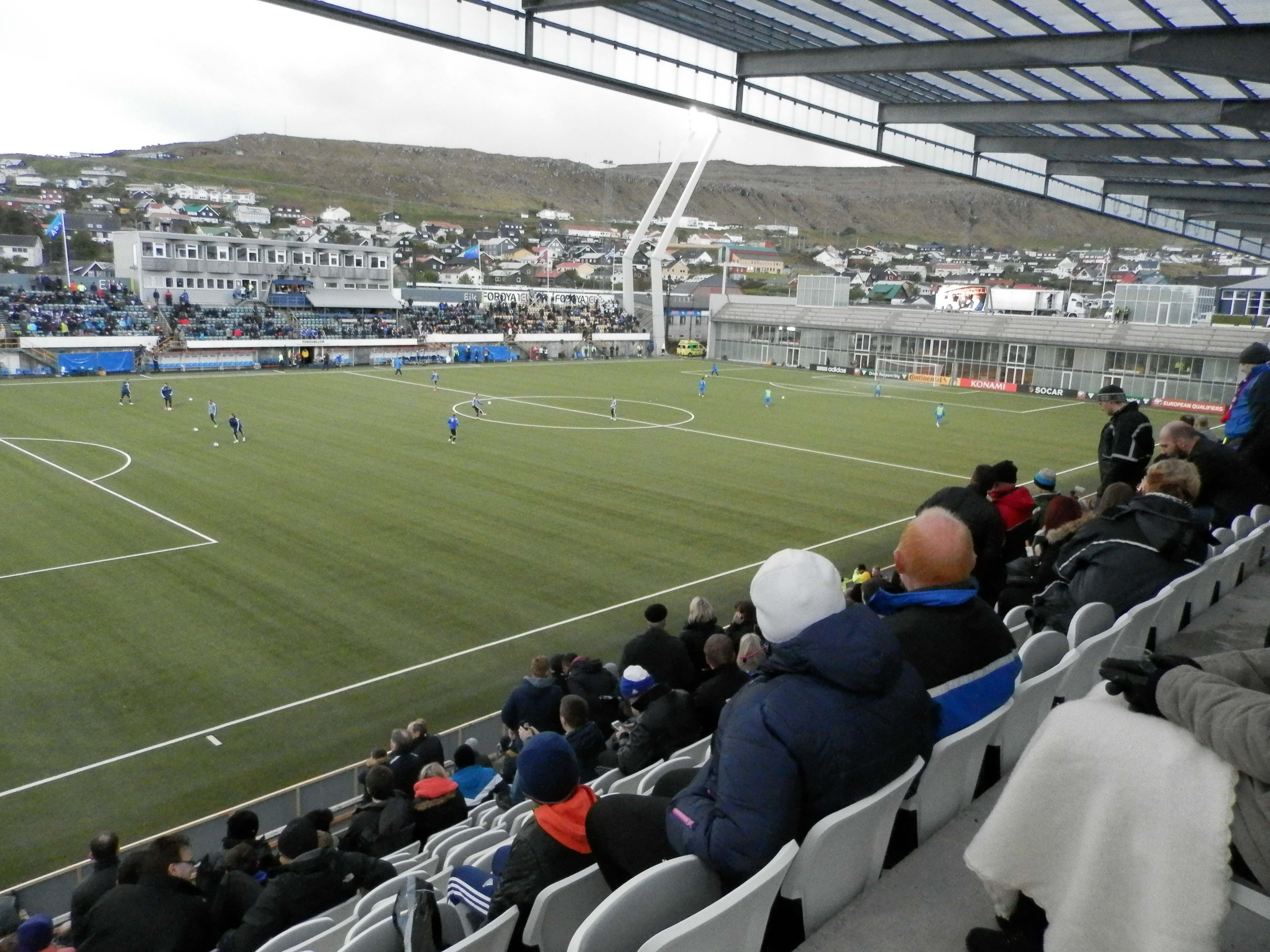
L'ancienne tribune Ouest, en 2015, avant sa destruction.

Trois ans après la fin de l'inauguration des tribunes « Sud » et « Est », reconstruite et rénovée, commence la dernière phase de cette rénovation. Jusqu'à présent, seule la tribune « Ouest », n'avait pas été affectée puisqu'elle n'a pas été rénovée ou reconstruite contrairement aux autres tribunes du stade. En 2018, l'ancienne tribune « Ouest » est détruite et dès lors les travaux d'une nouvelle tribune commence. Cette nouvelle accueillera comme la précédente les caméras de télévision et sera à double niveau comme la tribune « Sud ». 
Les travaux commencent par un terrassement et par conséquent une partie du terrain synthétique situé derrière la tribune est inaccessible aux joueurs. Les fondations sont créées et les gradins du premier niveau sont d'abord construits. Puis les locaux du premier niveau sont construits, ceux-ci comportent notamment les vestiaires déplacés durant la reconstruction dans la tribune « Nord ». Après le premier niveau, le gros œuvre du second niveau a lieu, le toit transparent est installé et enfin les vestiaires sont aménagés, des sièges blancs identiques à ceux des autres tribunes sont installés, il serait au nombre de 1 730. Cette nouvelle tribune est reliée à la tribune « Sud » tout comme la tribune « Sud » est relié à la tribune « Est », ce qui ferme le stade dans deux angles sur quatre, les angles de la tribune « Nord » ne sont pas fermés. 
Enfin, la pelouse synthétique qui avait été installée en 2012, est remplacée par une nouvelle pelouse synthétique dernière génération. En 2021, la rénovation du stade ayant commencé il y a 12 ans, est terminée, par l'inauguration de la nouvelle tribune « Ouest ». Dès à présent, le stade est aux normes de l'UEFA et de la FIFA, la capacité actuelle du stade serait comprise entre 5 000 et 5 500 places assises.

### Après rénovation
Le stade entièrement rénové est inauguré lors de la rencontre opposant les Îles Féroé et le Danemark, le 4 septembre 2021, pour le compte de la 4e journée des éliminatoires UEFA à la Coupe du monde 2022. Le match joué devant 4 620 spectateurs est remporté par les Danois, sur le score d'un but à zéro. Le stade a, après rénovation, une capacité de 5 063 places assises.
Le stade devait accueillir avec le stade Svangaskarð, le championnat d'Europe féminin des moins de 17 ans, mais à cause de la pandémie de Covid-19, l'UEFA a annulé le tournoi. Finalement l'UEFA a décidé que les Îles Féroé accueilleront le même tournoi en 2025 et par conséquent, le stade accueillera avec Svangaskarð, les matchs de l'édition 2025. 
Le stade accueille par ailleurs certains matches européens des équipes de l'archipel. Ainsi, le club du KÍ Klaksvík dispute en 2023 ses matches qualificatifs  à domicile de Ligue des champions, de Ligue Europa et de Ligue Europa Conférence  au Torsvollur.  

## Photographies du stade

Photo du stade Tórsvøllur
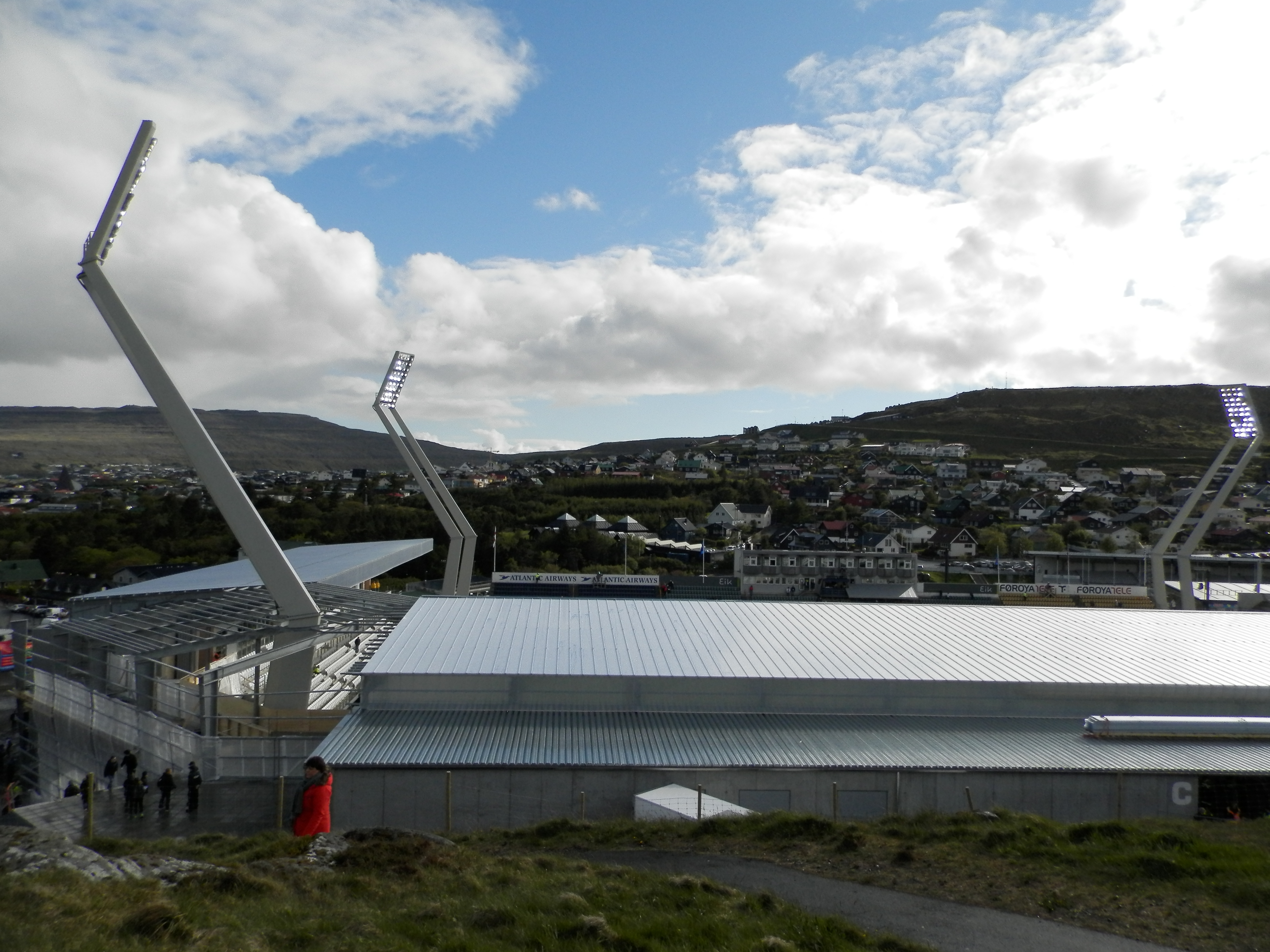
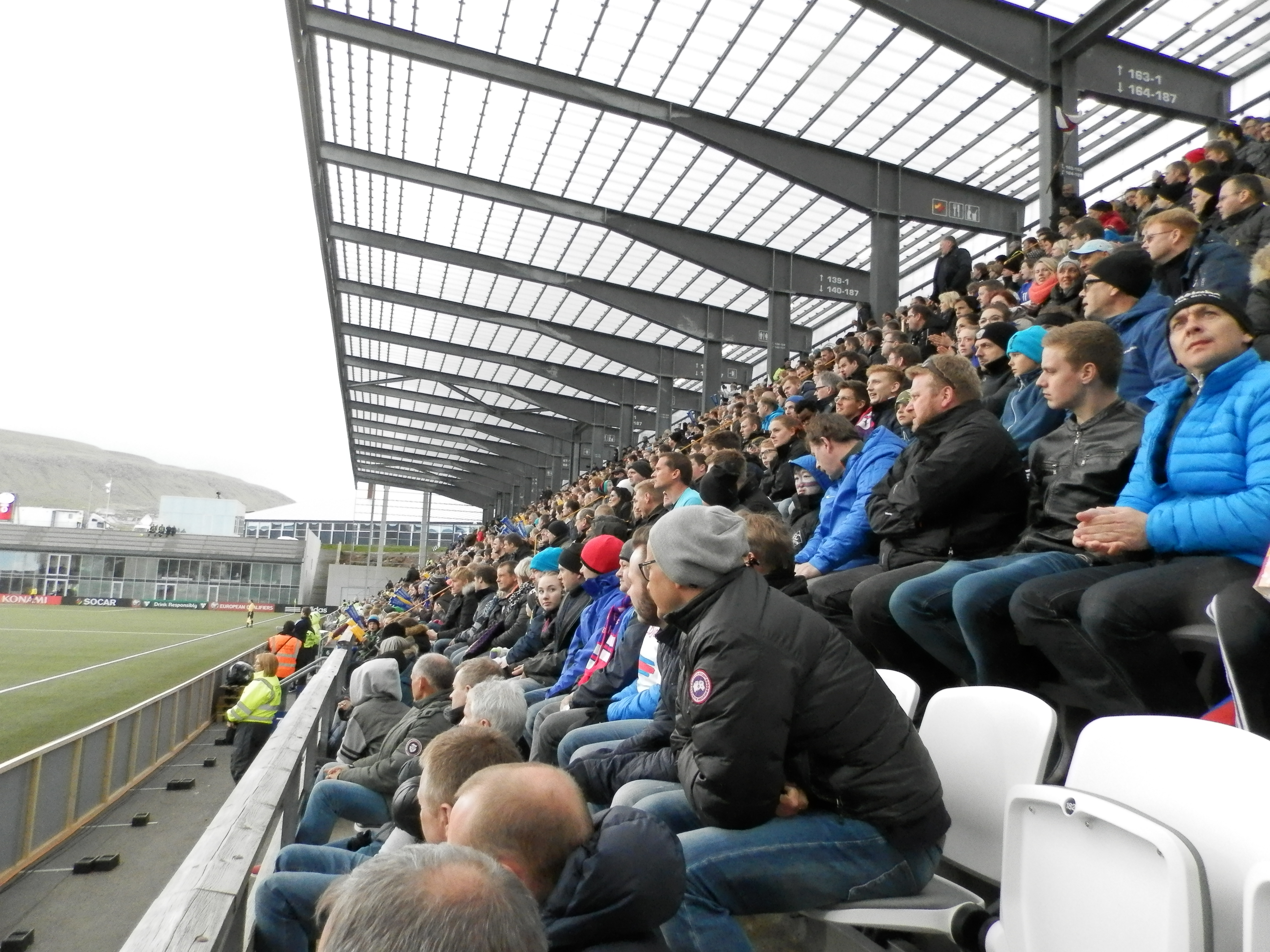
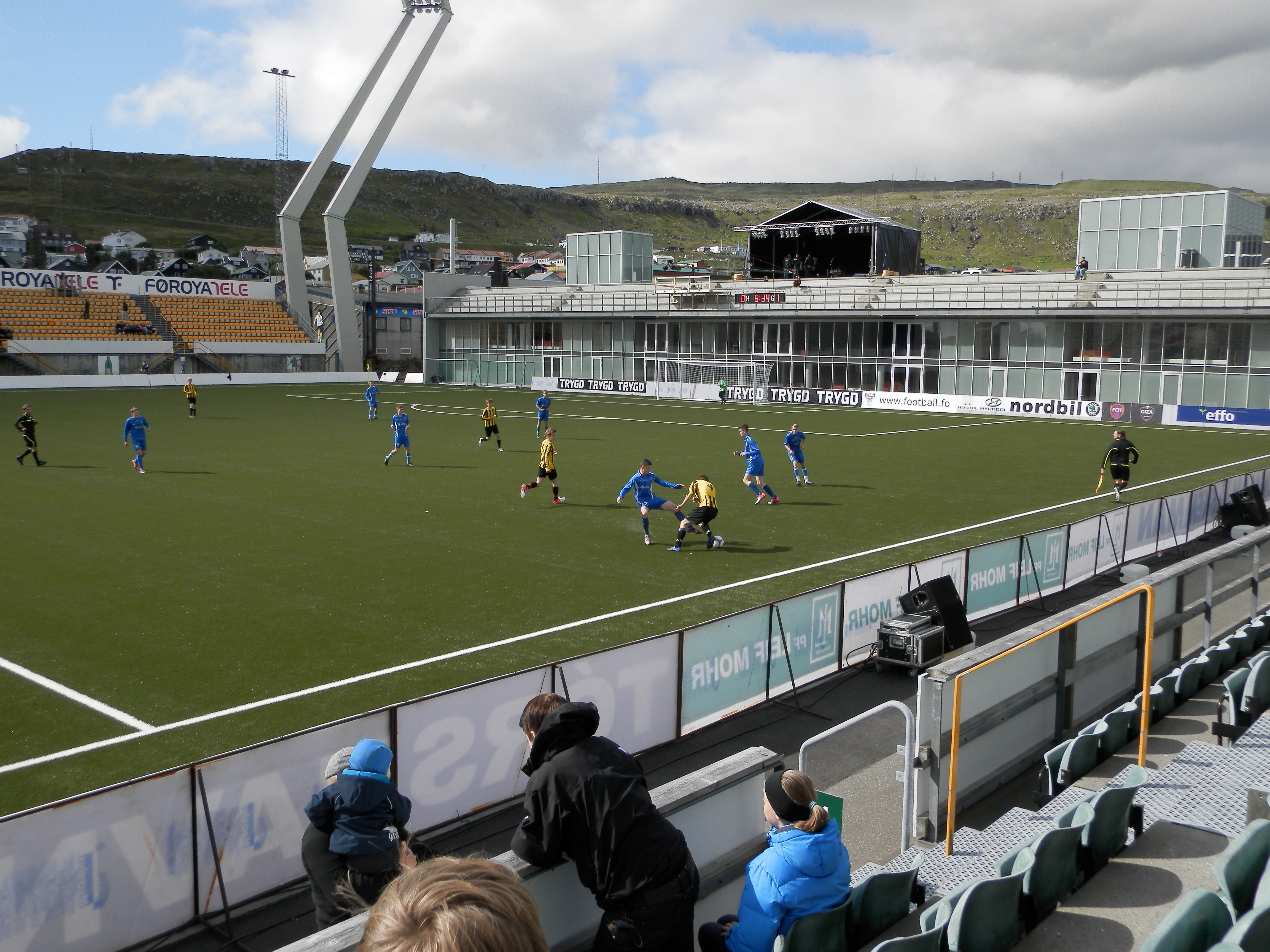